# Sedlejovice
Sedlejovice (německy Sedlowitz) jsou malá vesnice, část obce Sychrov v okrese Liberec. Nachází se asi 1,5 kilometru severně od Sychrova. Prochází tudy železniční trať Pardubice–Liberec. Sedlejovice leží v katastrálním území Radostín u Sychrova o výměře 6,5 km².

## Historie
První písemná zmínka o vesnici pochází z roku 1543.

## Pamětihodnosti
- památkově chráněný krucifix
- lípa v Sedlejovicích, památný strom (lípa velkolistá) na jihu vesnice, východně od domu čp. 12